# James Callaghan
Pour les articles homonymes, voir Callaghan.
Leonard James Callaghan, dit James Callaghan et parfois surnommé Jim, Baron Callaghan de Cardiff, né le 27 mars 1912 à Portsmouth (Île de Portsea) et mort le 26 mars 2005 à Ringmer (Sussex de l'Est), est un homme d'État britannique, membre du Parti travailliste et Premier ministre du Royaume-Uni de 1976 à 1979.
Entré au Parti travailliste en 1931, il s'impliqua fortement dans les Trade unions jusqu'à son entrée comme secrétaire parlementaire dans le gouvernement de Clement Attlee en octobre 1947. Devenu l'une des principales figures du Parti travailliste à la suite du retrait de Clement Attlee en 1955, il devint l'un des principaux collaborateurs d'Harold Wilson au sein du parti. À la suite de la victoire de son parti lors des élections générales de 1964, il fut nommé Chancelier de l'Échiquier par Harold Wilson. À ce poste, il fait voter un impôt sur les plus-values en 1965 pour tenter de résorber le déficit budgétaire qui ne cessait de se creuser depuis la fin des années 1940. Il occupe les principaux ministères régaliens en étant également Secrétaire d'État à l'Intérieur de novembre 1967 à juin 1970 puis Secrétaire d'État des Affaires étrangères et du Commonwealth après le retour du Parti travailliste au pouvoir en février 1974.
L'annonce du départ surprise d'Harold Wilson en mars 1976 entraîna une consultation interne au Parti travailliste. Remportant le scrutin, il fut nommé Premier ministre par Élisabeth II après le départ effectif de Wilson, devenant la personne la plus âgée à accéder à ce poste depuis Winston Churchill en mai 1940. Son mandat fut marqué par les conséquences économiques liées à la récession consécutive à la Guerre du Kippour. L'économie britannique, déjà fragile, connut une inflation chronique durant la décennie 1970. Le Premier choc pétrolier et la Grève des mineurs de 1974 eurent également des conséquences non négligeables. En septembre 1976, le Royaume-Uni fut contraint de contracter un emprunt assez lourd auprès du Fonds monétaire international, au prix de concessions importantes. Callaghan fut contraint de mettre en œuvre une politique de rigueur, impopulaire auprès de la population, fortement affectée depuis plusieurs années. De plus, le Parti travailliste perdit la majorité absolue à la Chambre des communes en mars 1977, conduisant Callaghan à négocier un accord avec David Steel et le Parti libéral. Le fragile accord prit fin en septembre 1978, peu avant le début de « l'Hiver du mécontentement ». L'échec du gouvernement à prendre en compte le résultat du référendum de dévolution en Écosse conduisit au vote d'une motion de censure, déposée par la cheffe de l'opposition officielle et du Parti conservateur Margaret Thatcher. Ayant perdu la confiance de la Chambre des communes, il convoqua des élections générales qui furent remportées par le Parti conservateur. James Challagan fut ensuite chef de l'opposition officielle jusqu'en novembre 1980, puis doyen de la Chambre de juin 1983 à mai 1987, avant de rejoindre la Chambre des lords. Il est, encore aujourd'hui, le Premier ministre du Royaume-Uni ayant vécu le plus longtemps, devant Harold Macmillan.

## Situation personnelle
Leonard James Callaghan est né le 27 mars 1912 à Portsmouth. Il est le fils cadet de James Callaghan (1877-1921), catholique irlandais dont la famille a émigré lors de la Grande famine, et de Charlotte Callaghan (née Cundy) (1879-1861) d'origine juive. Ils se sont convertis au baptisme pour pouvoir se marier. Son père servit dans la Royal Navy, notamment à bord du HMS Agincourt pendant la Première Guerre mondiale, atteignant le grade de premier maître. Il meurt alors qu'il n'a que neuf ans des suites d'une crise cardiaque,,. Sa mère ne bénéficiant pas de pensions de la part de l'État après la mort de son père, la famille Callaghan vécut dans la difficulté financière malgré les aides accordées par le gouvernement de Ramsay MacDonald, à raison de dix shillings par semaine,. Durant ses jeunes années, il se fait appeler par son prénom Leonard, décidant à partir de 1945 de se faire appeler par son deuxième prénom, soit James ou le diminutif Jim.
En 1929, il abandonne son parcours scolaire pour entrer dans la fonction publique, devenant fonctionnaire aux impôts,,. La même année, il rencontre sa future épouse Audrey à Maidstone,. Il démissionne de la fonction publique en 1937 pour devenir dirigeant syndical à plein temps,. Élevé selon les principes du baptisme, il s'éloigna de la religion lorsqu'il intégra les Trade unions. En 1942, il s'engage dans la Royal Naval Reserve,. Durant sa formation comme officier, une tuberculose est diagnostiquée, contraignant James à s'occuper de tâches administratives à l'arrière. Ce n'est qu'en 1944 qu'il fut envoyé au front au sein de la flotte d'Orient sur le porte-avion d'escorte HMS Activity et fut promu au grade de lieutenant en avril 1944,. En 1945, il servit sur le cuirassé HMS Queen Elizabeth jusqu'au 8 mai 1945, après quoi il rentra en Europe. Entre-temps, il avait été sélectionné pour concourir aux élections générales de juillet dans une circonscription de Cardiff.

## Parcours politique

### Premiers pas à la Chambre des communes (1945-1951)

James Callaghan photographié dans son bureau en 1947.

Il entre à la Chambre des communes comme député de l'une des circonscriptions de Cardiff à la suite du raz-de-marée du Parti travailliste lors des élections générales de 1945 à 33 ans en battant son adversaire du Parti conservateur,. Il avait principalement campagne sur une démobilisation rapide des troupes et sur de vastes plans de logements sociaux.
En juillet 1946, il fut l'un des 22 députés travaillistes à voter contre l'octroi du prêt américain qui avait été négocié par John Maynard Keynes et le diplomate américain William L. Clayton (en). En 1947, il devient secrétaire parlementaire pour le gouvernement de Clement Attlee. La même année, il signe avec 20 autres députés un texte appelant à une « politique étrangère socialiste » alternative aux politiques menées par les États-Unis et l'Union soviétique.

### Dans l'opposition et au gouvernement (1951-1976)

#### Figure montante du parti (1951-1964)
Après l'échec du Parti travailliste lors des élections générales de 1951, il occupe divers postes au sein du cabinet fantôme, mais se spécialisa particulièrement sur les questions concernant les colonies. Apprécié de ses collèges députés, il se rapproche de l'aile droite du parti, au grand dam de certaines figures de l'aile gauche. Pourtant, Callaghan s'opposait au désarmement unilatéral prôné par celle-ci, notamment par Michael Foot ou Tony Benn qui avaient participé à la création de la campagne pour le désarmement nucléaire. En 1960, il se présenta à la consultation interne pour désigner le chef adjoint du parti, forçant George Brown a un second tour. Lorsque Hugh Gaitskell décéda subitement en janvier 1963, il décida de concourir à la consultation interne pour élire le nouveau chef du Parti travailliste, mais il perdit face à Harold Wilson. Celui-ci le nomma chancelier de l'Échiquier après la victoire électorale du parti lors des élections générales de 1964.

#### Chancelier de l'Échiquier (1964-1967)

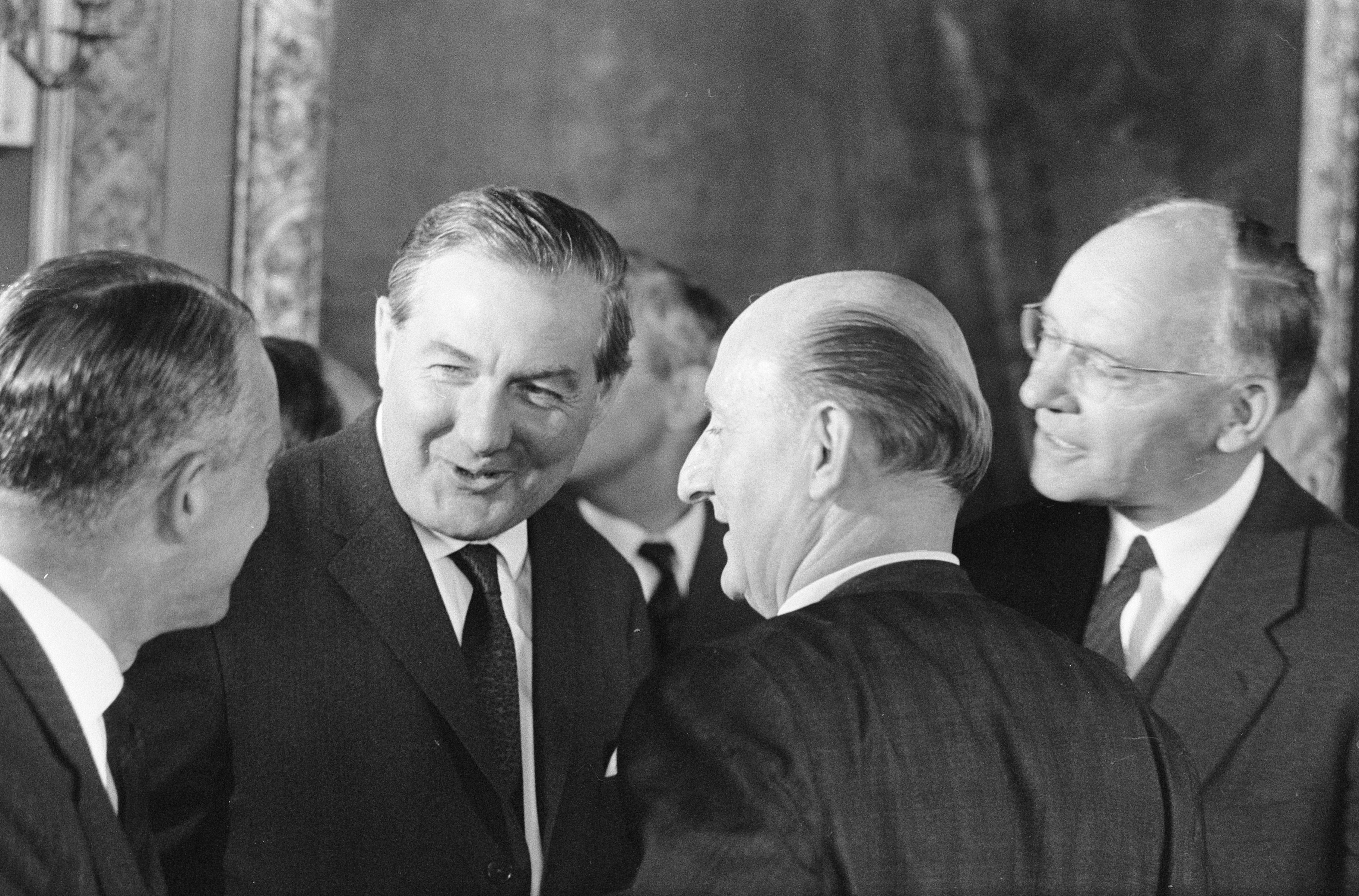
James Callaghan en compagnie des ministres des Finances de la Communauté économique européenne lors d'un sommet à La Haye, le 25 juillet 1966.

Lorsque Callaghan arriva au 11 Downing Street, la situation de l'économie britannique était très fragile,,. Harold Wilson avait refusé de procéder à une dévaluation de la livre sterling pour ne pas être discrédité d'entrée de jeu, mais cette décision ne fut pas sans conséquences. Son prédécesseur Reginald Maudling avait mené une politique expansionniste, celle-ci favorisant dans un premier temps un boom économique. Cependant, la hausse des dépenses et la baisse des recettes publiques ont conduit à une forte hausse des importations, au détriment des exportations, la balance des paiements atteignant un déficit de 800 millions de livres (soit l'équivalent de 16 milliards de livres de 2019). Malgré la baisse du déficit, ramené à 67 millions en 1966, la balance des paiements négative conduisit à une crise monétaire continue de la livre sterling pendant trois ans,. Pourtant, le gouvernement était très volontariste,. Un ministère aux affaires économiques fut créé en 1965 et présenta un plan quinquennal fixant à 5 % le taux de croissance annuel pour restaurer l'économie britannique, mais également :
- Des gains de productivité de 3,4 % par an
- Une hausse des investissements de 5,5 % par an
- Une hausse des exportations de 5,25 % par an.

Une politique de l'offre pour favoriser les exportations fut également mise en place. Cependant, le plan fut abandonné dès l'été 1966 et le ministère aux affaires économiques supprimé dès l'année suivante,,. En janvier 1966, le gouvernement présenta un plan pour restructurer l'industrie britannique. Un conseil des restructurations (en) fut créé à cet effet,. Des taxes aux importations et sur la main-d'œuvre furent mises en œuvre à l'encontre des entreprises de services pour tenter de favoriser l'industrie,. La concentration industrielle favorisa les regroupements et les fusions d'entreprises, dont le total atteignit 900 en 1970, parmi lesquelles British Leyland, General Electric ou International Computers Limited,. En 1967, la sidérurgie fut renationalisée et le gouvernement obtient de pouvoir prendre des participations sans en référer à la Chambre des communes. Néanmoins, la planification ne donna pas les effets escomptés. De plus, à partir de l'été 1966, la livre fut de nouveau attaquée après qu'une vague de grèves n'ait affaibli la fragile reprise.
Le 20 juillet 1966, James Callaghan présenta un plan de rigueur prévoyant plusieurs mesures, dont la hausse du taux de crédit ou le blocage des prix et des salaires, accompagné de la négociation d'un prêt de 1 milliard de dollars. Le plan, assoupli au printemps 1967, ne donna guère de résultats. À l'automne, le cours de la livre connut à nouveau des difficultés. La guerre des Six Jours, qui avait conduit à la rapide victoire d'Israël face aux forces arabes, ne fut pas sans conséquences pour l'industrie pétrolière et l'économie. Le cours du pétrole augmenta fortement, ce qui entraîna à nouveau un important déficit de la balance des paiements. C'est lui qui eut à procéder, à contrecœur, à la dévaluation de la livre sterling de 14,3 % de sa valeur en novembre 1967, ramenant sa parité de 2,8 à 2,4 dollars,,,,,. Dans le même temps, le taux d'escompte passait à 8 %, l'offre de crédit était réduite tandis que les prélèvements obligatoires étaient encore augmentés. Un nouveau prêt de 1,4 milliard de dollars fut souscrit auprès du Fonds monétaire international. Il avait pourtant mis sa démission en jeu, ce qu'Harold Wilson refusa, dans un premier temps. Il devint secrétaire à l'Intérieur lors d'un remaniement du gouvernement, en partie grâce à la persévérance de son épouse Audrey qui le dissuada de quitter la politique.

#### Secrétaire à l'Intérieur (1967-1970)
En août 1969, c'est lui qui décide de l'envoi de troupes en Ulster, alors que le conflit nord-irlandais s'embrase,. Tout en étant membre du gouvernement, il n'hésita pas à s'opposer à Harold Wilson lorsqu'il le jugeait nécessaire,. Il apporta notamment son soutien au livre blanc In Place of Strife (en) de la secrétaire d'État à l'Emploi Barbara Castle qui aurait modifié le statut des syndicats,. C'est sous son autorité que le bureau de l'Intérieur (Home Office) abaissa la majorité civile de 21 à 18 ans. Il s'oppose à la libéralisation des drogues en juillet 1967.

#### Retour dans l'opposition (1970-1974)
Lorsque le Parti travailliste retourna dans l'opposition, il fut tenté de présenter sa candidature pour prendre la tête du Fonds monétaire international, mais il finit par intégrer le cabinet fantôme.

#### Secrétaire aux Affaires étrangères (1974-1976)
Lors du retour des travaillistes au pouvoir, il est nommé secrétaire d'État des Affaires étrangères et du Commonwealth. À ce titre, il fut chargé de négocier le maintien du Royaume-Uni au sein de la communauté européenne. L'objectif principal est de prolonger la période de transition pour harmoniser les règles au sein du marché commun, notamment pour le sucre des Antilles et le commerce avec le Commonwealth. Il défendit le « oui » lors du référendum de 1975. Il fait partie des 14 membres du cabinet à approuver la tenue du référendum.

### Premier ministre du Royaume-Uni (1976-1979)
Lorsqu'Harold Wilson annonça sa démission à la surprise générale en 1976, il devint le favori pour devenir le prochain chef du Parti travailliste, et du même coup succéder à Wilson au 10 Downing Street. Il remporte la consultation interne et succède à Harold Wilson le 5 avril 1976 comme Premier ministre. Lorsqu'il apprit sa victoire, il déclara :
« Prime minister! And I never went to university! »
« Premier ministre ! Et dire que je n'ai jamais été à l'université ! »
Il entra au 10 Downing Street à 64 ans, faisant de lui le Premier ministre le plus âgé à son entrée en fonction depuis Winston Churchill en mai 1940. Néanmoins, il arrive à la tête du gouvernement dans une situation très difficile, avec les conséquences du premier choc pétrolier et de la crise obligataire de 1974. L'économie britannique est alors très fragile, tandis que la livre sterling est attaquée sur les marchés financiers. En septembre 1976, après avoir sollicité l'aide des États-Unis, il sollicite avec le chancelier de l'Échiquier Denis Healey un emprunt, la totalité du montant (3,6 milliards de dollars) dont le Royaume-Uni pouvait faire la demande,,,,, auprès du Fonds monétaire international, au prix de nombreuses concessions,,,,,. Le mois suivant, la Banque d'Angleterre annonce que la parité de la livre avec le dollar n'est plus que de 1,56 dollar. Depuis que la livre était en change flottant, elle avait perdu 40 % de sa valeur par rapport au dollar. Dans le même temps, il doit gérer l'image du Parti travailliste qui se dégrade dans l'opinion publique, avec l'incarcération d'un ancien ministre, John Stonehouse.

Lors de la conférence annuelle du Parti travailliste, James Callaghan expliqua aux délégués la situation du pays : 
« We used to think that you could just spend your way out of a recession... I tell you, in all candour, that this option no longer exists, and that in so far as it ever did exist, it only worked... by injecting higher doses of inflation into the economy, followed by higher levels of unemployment. »
« Nous pensions d’habitude que l’on pouvait se sortir d’une récession en ouvrant les vannes budgétaires. Je dois vous dire, en toute honnêteté, que ce n’est plus une option, et que, de toutes les manières, cela n’a marché qu’en injectant dans l’économie des doses toujours plus fortes d’inflation, suivies de niveaux encore plus élevés de chômage. »
La reprise économique n'eut lieu qu'au premier trimestre de l'année 1977. Les constructions navales sont nationalisées cette même année. 7 milliards de livres d'économies furent annoncés par Denis Healey jusqu'en 1979.

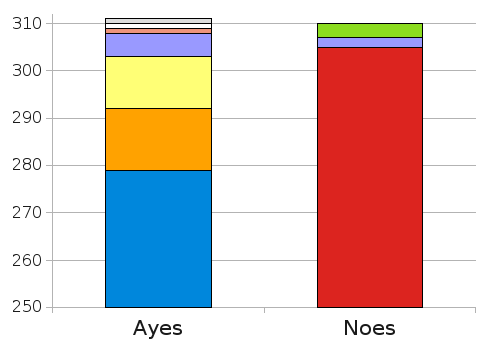
Répartition des votes par parti politique lors du vote de confiance du 28 mars 1979.

En 1977, il doit négocier un pacte (en) avec le Parti libéral pour pouvoir gouverner sereinement à la Chambre des communes, le parti ayant perdu plusieurs élections anticipées. Il consent, avec beaucoup de réticences, à financer l'organisation du jubilé d'argent d'Élisabeth II en juin 1977. S'il parvient à stabiliser l'inflation en dessous des 10 %, il souffre de l'opposition de l'aile gauche du parti sur une partie des mesures prises par son gouvernement. Il fut d'ailleurs tout près de demander la dissolution de la Chambre des Communes et de convoquer des élections anticipées en 1978,. En effet, le 7 septembre 1978, il annonça à la télévision la fin du pacte avec le Parti libéral. Cependant, il ne jugea pas utile de convoquer des élections, alors que la Chambre des communes sortante avait été élue en octobre 1974,. Il fut accusé par Margaret Thatcher et David Steel d'avoir « la peur au ventre » en refusant de convoquer des élections anticipées. Le taux de chômage était de 5 % à la fin de l'année 1978, ce qui représentait 1,3 million d'actifs.
Après la rupture du pacte avec le Parti libéral, sa fragile majorité reposait essentiellement sur le soutien des autonomistes écossais et gallois ainsi que des unionistes nord-irlandais. Ses référendums de dévolution en Écosse et au Pays de Galles signent la fin de l'équilibre fragile dont disposait le Parti travailliste à la Chambre des communes,,. Son gouvernement est renversé par un vote de confiance, à la suite d'une motion de censure déposée par Margaret Thatcher, par 311 voix contre 310, le 28 mars 1979,. Un député travailliste tombé malade n'avait pu prendre part au vote. Celui-ci meurt d'ailleurs quatre jours plus tard. Il fut le premier Premier ministre à perdre un vote de confiance de la Chambre des communes depuis Ramsay MacDonald en 1924. Il demanda à Élisabeth II la dissolution de la chambre, entrainant des élections anticipées, perdues face au Parti conservateur de Margaret Thatcher. Le Parti travailliste passa alors dix-huit années dans l'opposition officielle. Entre-temps, il refuse d'adhérer au système monétaire européen, notamment parce que la livre avait repris de la valeur par rapport au dollar et que des gisements d'hydrocarbures avaient été découverts en mer du Nord. L'inflation fut ramenée à 7 %.
« L'hiver du mécontentement » est considéré comme l'une des causes de la défaite du Parti travailliste lors des élections générales de 1979, au même titre que la situation difficile de l'économie britannique qui avait conduit le gouvernement à mettre en œuvre une politique de rigueur,,,. L'opinion publique lui a beaucoup reproché son séjour à la Barbade après la conférence de la Guadeloupe, alors que le Royaume-Uni connaissait une série de grèves.

### Chef de l'opposition puis retrait à l'arrière-ban (1979-1987)
Après la défaite, il devient le chef de l'opposition officielle. Subissant de violentes attaques de la part de l'aile gauche du parti après la défaite, il choisit de quitter la tête du parti avant qu'une réforme de l'élection du chef entre en vigueur,. Soutenant secrètement Denis Healey pour lui succéder, il ne peut que constater la défaite de Healey et la victoire de Michael Foot, l'un des tenants de l'aile gauche du parti avec Tony Benn et Barbara Castle,. Quelques mois plus tard, des dissidents de l'aile modérée du parti dont Roy Jenkins fondent le Parti social-démocrate,,,. Cette dissidence illustre les difficultés pour maintenir l'unité du Parti travailliste. Contrairement à la majorité des travaillistes, il se montre favorable à l'installation de fusées Pershing en Allemagne de l'Ouest.
Lors des élections générales de 1983, il désapprouve le manifeste électoral du Parti travailliste, notamment sur la question du désarmement nucléaire unilatéral porté par Michael Foot et l'aile gauche du parti,,. Après les élections, il devient le doyen de la Chambre, c'est-à-dire le député ayant servi le plus longtemps à la Chambre des communes.

## Dernières années et mort
Il se retire à l'occasion des élections générales de 1987, où il critique de nouveau le manifeste électoral du parti,. Il est élevé à la pairie, prenant le titre de Baron Callaghan of Cardiff et intègre la Chambre des lords où le rejoint plus tard sa fille Margaret. De même, il est décoré de l'Ordre de la Jarretière.

En octobre 1999, il déclare qu'il ne serait pas surpris d'être déclaré comme étant le « plus mauvais » Premier ministre de l'histoire : 
« I think we are all re-evaluated as time goes by and I should not be the slightest bit surprised if there is another evaluation after I die and people come to the conclusion that I was the worst prime minister since Walpole. »
« Je pense que nous sommes tous réévalués au fil du temps et je ne serai pour le moins surpris si, après une autre enquête réalisée après ma mort, celle-ci et l'opinion arrivaient à la conclusion que j'étais le plus mauvais premier ministre depuis Walpole. »
Il reconnaît également avoir mal géré la crise de « l'hiver du mécontentement », et qu'il avait même été sans doute trop « insensible ».
Le 29 avril 2002, au cours d'une de ses dernières apparitions publiques, alors qu'il est âgé de 90 ans, il assiste à un dîner au palais de Buckingham donné par Élisabeth II en compagnie de Tony Blair et de trois autres anciens Premiers ministres, Edward Heath, Margaret Thatcher et John Major.
James Callaghan meurt le 26 mars 2005 à son domicile à Ringmer (Sussex de l'Est), d'une pneumonie lobaire, insuffisance cardiaque et insuffisance rénale, la veille de son 93e anniversaire. Il meurt 11 jours après son épouse depuis 67 ans, qui était atteinte par la maladie d'Alzheimer. À sa mort, il est celui qui a vécu le plus longtemps en tant qu'ancien premier ministre, ayant dépassé 39 jours auparavant le précédent record détenu par Harold Macmillan.
James Callaghan est incinéré et ses cendres sont dispersées dans un parterre de fleurs autour du piédestal de la statue de Peter Pan près de l'entrée du Great Ormond Street Hospital à Londres, établissement dont sa femme avait été membre du conseil d'administration.

## Vie privée
Il rencontre son épouse Audrey en 1929 et l'épouse en 1938. Ils ont trois enfants :
- Margaret Jay (née en 1940)
- Julia (née en 1943)
- Michael (né en 1946)

## Anecdotes
Il est le Premier ministre ayant vécu le plus longtemps, devant Harold Macmillan, depuis le 14 février 2005,.
Il est le seul homme politique britannique à avoir exercé les quatre principaux postes au sein du gouvernement,, :
- Chancelier de l'Échiquier d'octobre 1964 à novembre 1967
- Secrétaire d'État à l'Intérieur de novembre 1967 à juin 1970
- Secrétaire d'État des Affaires étrangères et du Commonwealth de mars 1974 à avril 1976
- Premier ministre du Royaume-Uni du 5 avril 1976 au 4 mai 1979.

Il est le seul Premier ministre à avoir servi dans la Royal Navy.

## Résultats électoraux

### Chambre des communes
| Élection                  | Circonscription           | Parti | Parti        | Voix   | %    | Résultats |
| ------------------------- | ------------------------- | ----- | ------------ | ------ | ---- | --------- |
| Générales de 1945         | Cardiff South             |       | Travailliste | 17 489 | 60,2 | Élu       |
| Générales de 1950         | Cardiff South East        |       | Travailliste | 26 254 | 51,8 | Élu       |
| Générales de 1951         | Cardiff South East        |       | Travailliste | 28 112 | 54,4 | Élu       |
| Générales de 1955         | Cardiff South East        |       | Travailliste | 25 722 | 53,4 | Élu       |
| Générales de 1959         | Cardiff South East        |       | Travailliste | 26 915 | 50,8 | Élu       |
| Générales de 1964         | Cardiff South East        |       | Travailliste | 30 129 | 57,5 | Élu       |
| Générales de 1966         | Cardiff South East        |       | Travailliste | 29 313 | 56,8 | Élu       |
| Générales de 1970         | Cardiff South East        |       | Travailliste | 26 226 | 51,9 | Élu       |
| Générales de février 1974 | Cardiff South East        |       | Travailliste | 20 641 | 49,0 | Élu       |
| Générales d'octobre 1974  | Cardiff South East        |       | Travailliste | 21 074 | 52,0 | Élu       |
| Générales de 1979         | Cardiff South East        |       | Travailliste | 23 871 | 59,3 | Élu       |
| Générales de 1983         | Cardiff South and Penarth |       | Travailliste | 17 448 | 41,3 | Élu       |